# Czesław Droździewicz
Czesław Droździewicz (ur. 13 sierpnia 1947 w Skawinie,  zm. 30 grudnia 1994) – pedagog, gitarzysta i działacz gitarowy.
Jako pasjonat gitary utworzył międzynarodowe festiwale i konkursy w Krakowie i Krynicy.